# Sosna smołowa
Sosna smołowa (Pinus rigida Mill.) – gatunek drzewa z rodzaju sosna (Pinus) należącego do rodziny sosnowatych (Pinaceae). Sosna smołowa występuje na północnych i wschodnich obszarach Ameryki Północnej: Kanada (Ontario, Quebec), USA (Connecticut, Georgia, Kentucky, Maine, Maryland,  Massachusetts, New Hampshire, New Jersey, Nowy Jork, Karolina Północna, Ohio, Pensylwania, Rhode Island, Karolina Południowa, Tennessee, Vermont, Wirginia, Wirginia Zachodnia). Do Europy została sprowadzona ok. 1750 r. W Polsce uprawiana w lasach i parkach.

## Morfologia

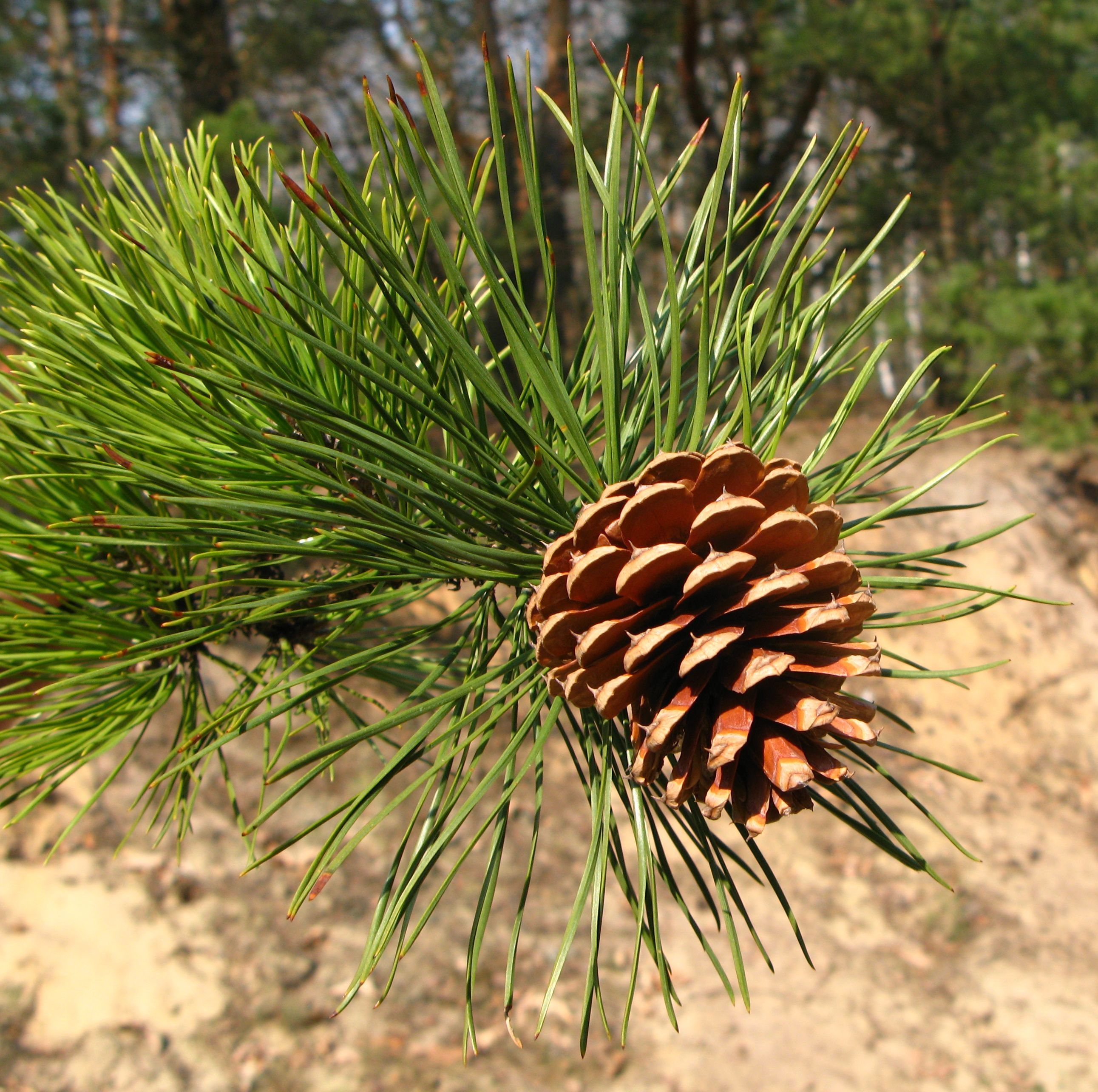
Igły, szyszka nasienna

PokrójKorona drzewa zaokrąglona lub nieregularna.
PieńProsty lub pokrzywiony, osiąga wysokość do 31 m i średnicę do 0,9 m. Egzemplarz rosnący we wsi Dúbrava w powiecie Snina we wschodniej Słowacji  ma pierśnicę równą 93 cm. Kora nieregularnie i głęboko spękana, łuskowata, czerwonobrązowa. Posiada charakterystyczne pędy odroślowe.
LiścieIgły zebrane po 3 na krótkopędzie, rzadko po 5. Jasnozielone, długości 5–10 (15) cm, grubości 1–1,5 (2) mm, sztywne, grube i nieznacznie skręcone. Brzegi igieł drobnoząbkowane.
SzyszkiSzyszki męskie cylindryczne, żółte, o długości ok. 20 mm, wyrastają w grupach. Szyszki żeńskie jasnobrązowe, jajowate, symetryczne, długości 3–9 cm, tarczki zakończone małym kolcem. Siedzące lub osadzone na krótkiej szypułce. Nasiona ciemnobrązowe, długości 4–5 (6) mm, opatrzone skrzydełkiem długości 15–20 mm.

## Biologia i ekologia
Drzewo wiecznie zielone, jednopienne. Igły pozostają na drzewie 2–3 lata. Szyszki nasienne dojrzewają w ciągu 2 lat, uwalniają nasiona i opadają wkrótce potem lub pozostają na drzewie kilka lat.
Rośnie na wysokościach 0–1400 m n.p.m. Gatunek generalnie światłolubny, ale toleruje zróżnicowane nasłonecznienie i niedobory wody. Na słabych glebach karłowacieje. Na północy zasięgu często przybiera krzaczasty pokrój. Jest całkowicie mrozoodporna. Jednogatunkowe drzewostany tworzy głównie na terenach zniszczonych zalewami, spaleniskach i w kotlinach mrozowych.
Drzewa tego gatunku mają silną zdolność przetrwania mimo znacznych uszkodzeń, zarówno na etapie siewki, jak i dorosłego drzewa. Siewki nadjedzone przez zwierzęta do wysokości 3–5 cm nad ziemią, odbijają się. Drzewa uszkodzone przez ogień podczas pożaru potrafią odnowić całe ulistnienie. Jeżeli uszkodzony zostanie szczytowy pęd do 0,6–0,9 m, może się wykształcić nowy. Jeżeli zniszczeniu ulegnie cały pień, nowe pędy często wyrastają u jego podstawy. Gruba kora chroni drzewo przed ogniem, chyba że jest bardzo silny.
Sosna smołowa należy do gatunków dość szybko rosnących w młodości: w optymalnych warunkach przyrost na wysokość sięga do 30 cm na rok. Gdy drzewo osiągnie 50-60 lat tempo przyrostu zaczyna spadać, a gdy osiągnie 90 lat wzrost praktycznie ustaje. Czas życia tych drzew ocenia się na ok. 200 lat.

## Systematyka i zmienność
Pozycja gatunku w obrębie rodzaju Pinus:
- podrodzaj Pinus
  - sekcja Trifoliae
    - podsekcja Australes
      - gatunek P. rigida

Sosna smołowa tworzy naturalne mieszańce z Pinus echinata.

## Zagrożenia
Międzynarodowa organizacja IUCN przyznała temu gatunkowi kategorię zagrożenia LC (least concern), czyli jest gatunkiem o niskim ryzyku wymarcia.

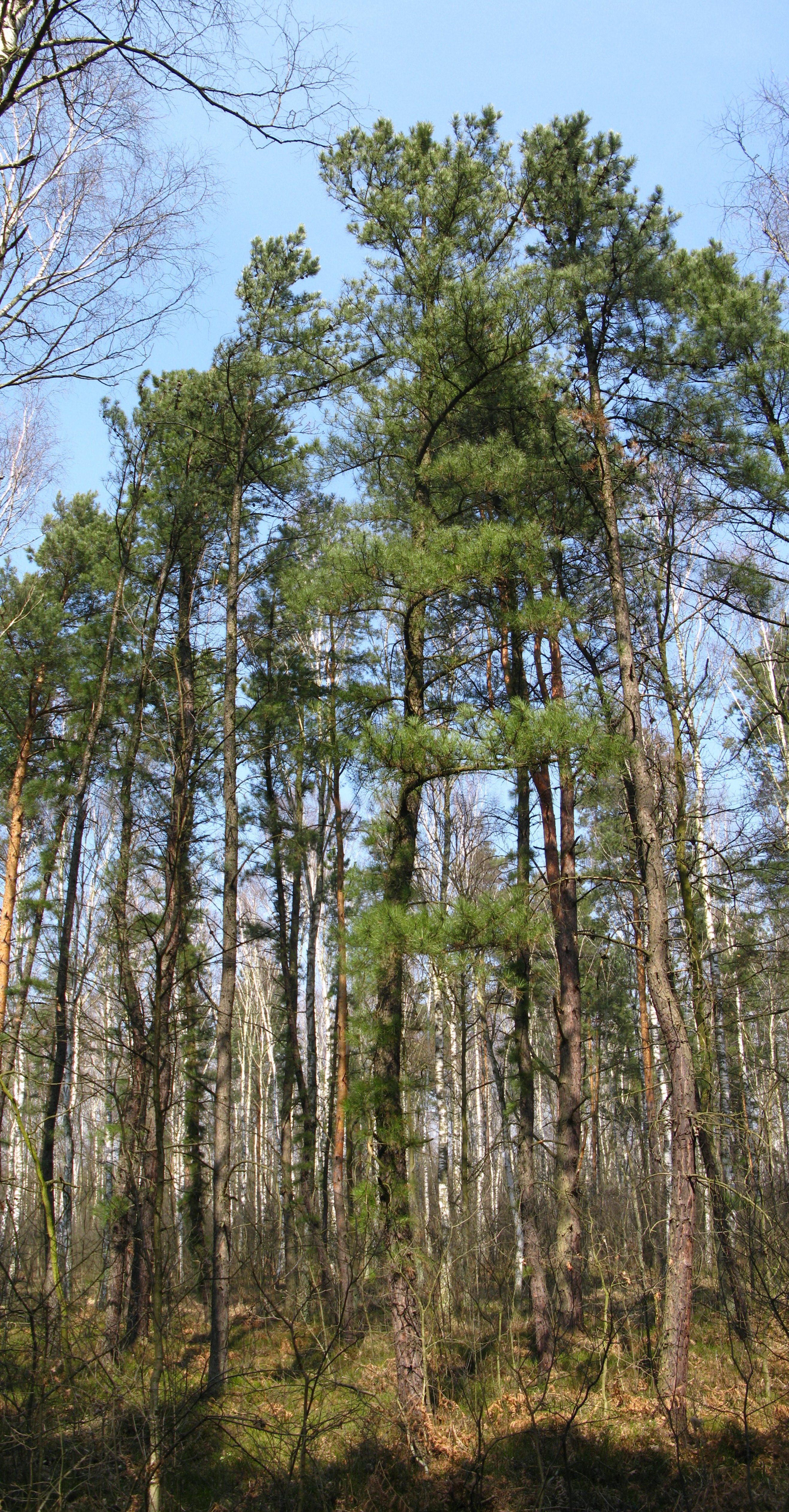
Sosna smołowa, Polska

## Zastosowanie
Dawniej wykorzystywana jako budulec na podkłady kolejowe, stemple i statki, ze względu na dużą zawartość żywicy w drewnie. Obecnie gatunek nie ma większego znaczenia gospodarczego i hodowlanego.
Drzewo popularne do formowania bonsai.